# Friedrich Flügge

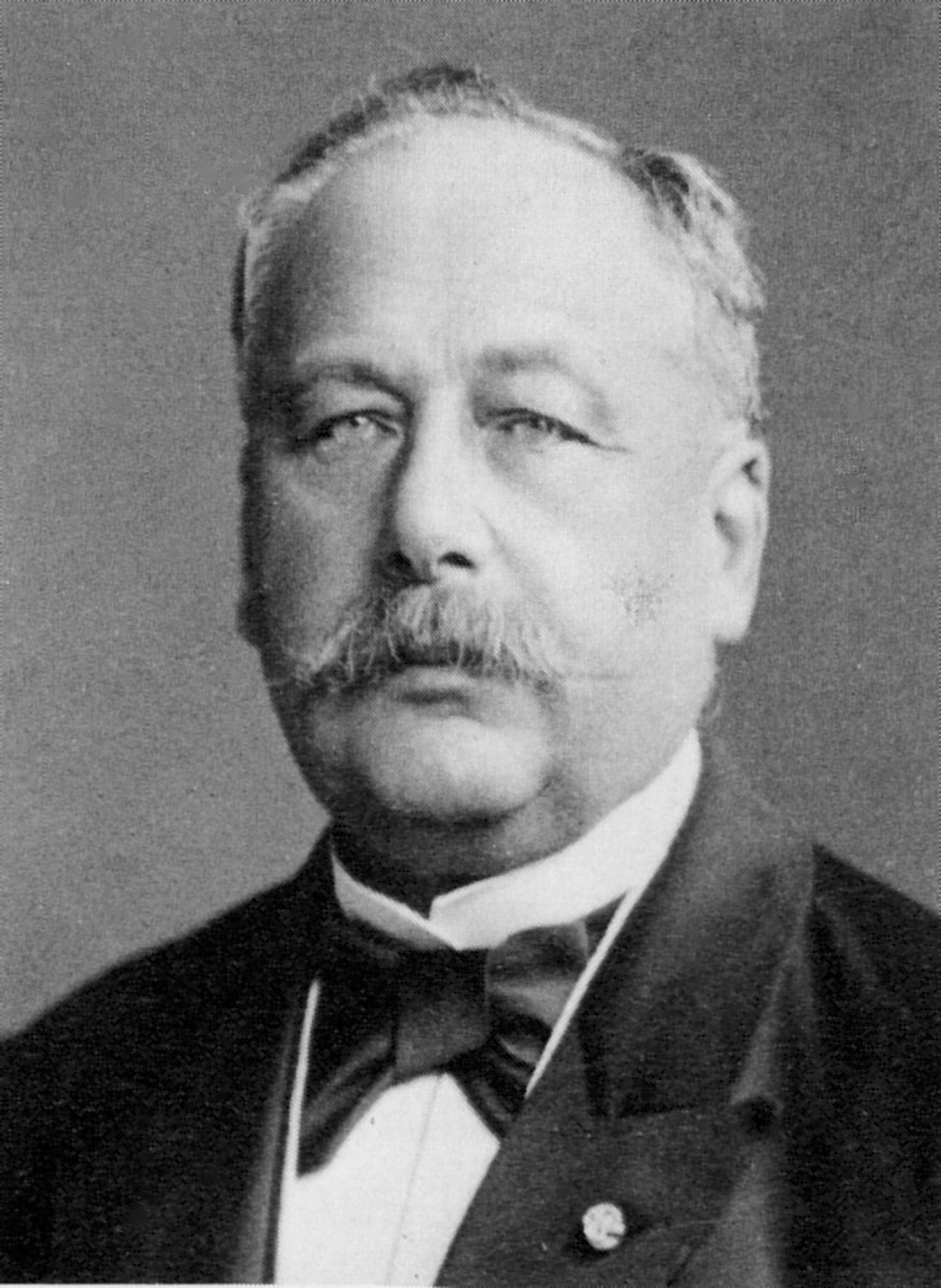
Friedrich Flügge

Friedrich Ferdinand Gottlieb Georg Flügge (* 2. Mai 1817 in Lübtheen; † 4. Dezember 1898 in Rostock) war ein deutscher Beamter. Er war großherzoglicher mecklenburgischer Oberpostamtsdirektor in Rostock und erwarb sich Verdienste um die Verbesserung der Verkehrsverhältnisse in Mecklenburg.

## Biografie
Friedrich Flügge war der Sohn von Anton Friedrich Christian Flügge, des Postschreibers in Lübtheen, später in Redefin, und Henriette Maria Elisabeth, geborene Behren. Ludwig Karl Flügge war sein jüngerer Bruder.
Nach einer ersten Ausbildung zum Privat-Postschreiber beim Vater begann Flügges Berufsleben 1836 beim Oberpostamt in Schwerin. 1844 war er als Postsekretär in der Post-Central-Verwaltung tätig. Nach der Umgestaltung der höheren Landesbehörden und der Bildung der General-Postdirektion Schwerin im Oktober 1849, die dem Großherzoglichen Finanzministerium unterstand, wurde Flügge dort zum Postinspektor ernannt. In seiner Funktion war Flügge Vertreter bei Verhandlungen mit der Preußischen Staatsdruckerei, die zur Einführung von Briefmarken und Ganzsachen in Mecklenburg geführt wurden. Eine beachtenswerte Idee Flügges führte zum Druck der 1/4 Schilling-Marke, die es ermöglichte, alle Werte, die sich bei der Umrechnung von Silbergroschen in Schilling ergaben, mit einer Marke zu realisieren. Gedruckt wurden 480 Marken auf einen Bogen, die entsprechend dem Wert geschnitten wurden. Benötigt wurden lediglich die drei Werte 4/4 Schilling, 3 Schillinge und 5 Schillinge. 
1856 wurde Flügge zum Oberpostinspektor, 1860 zum Ober-Postamtsdirektor befördert. 1860 wurde er Vorstand des Oberpostamtes für den Direktionsbereich Rostock und diese Funktion erforderte einen Umzug der Familie – Flügge war mit Elise, geb. Steinhoff verheiratet – nach Rostock. 
In Rostock war Flügge beruflich und gesellschaftlich sehr aktiv. 1871 machte er den Vorschlag zur Gründung einer Dampfschiffahrts-Aktiengesellschaft für den beginnenden Fährverkehr nach Dänemark. Im Januar 1872 wurde die Rostock-Nykjöbing Dampfschiffahrts-Aktien-Gesellschaft gegründet, deren Aufsichtsratsvorsitzender Flügge wurde. Bis zur Auflösung der Gesellschaft 1886 war er in dieser Funktion tätig. Der regelmäßige Fährverkehr zwischen Rostock und dem dänischen Nykøbing Falster wurde 1873 aufgenommen.
Großen Anteil hatte Flügge auch an der Errichtung des neuen Postgebäudes. Dieses, 1881 im historisierenden neogotischen Stil erbaute Gebäude befand sich in der Wallstraße am Rosengarten. Ebenfalls erfolgte die Aufnahme einer Bahnverbindung von Warnemünde nach Neustrelitz mit der Anbindung nach Berlin auf Flügges Betreiben. Die Strecke wurde am 1. Juli 1886 eröffnet. Als 1886 das Trajekt Warnemünde–Gedser in Betrieb genommen wurde, musste ein neues Hafenbecken gebaut werden. Bei der Planung und Entscheidung wirkte Flügge mit. Er war Mitglied des Ausschusses der Berlin-Hamburger-Eisenbahn Aktiengesellschaft.

## Werke
mehrere Schriften zur mecklenburgischen Postgeschichte:
- Die Mecklenburgisch-Hamburgischen Postcourse, 1866
- Das Mecklenburgische Postamt in Hamburg in der Zeit bis zum 1.6.1814, 1866
- Lose Blätter aus der Rostocker Post-Chronik, Rostock, Adlers Erben, 1881
- Aus der Chronik der Rostock-Nykjöbing Dampfschiffahrts-Aktien-Gesellschaft 1871-1886, 1886

## Ehrungen
- Seine Leistungen für die Stadt wurden 1893 mit der Auszeichnung als Ehrenbürger Rostocks gewürdigt.
- Seit 1998 trägt eine Straße in Rostock den Namen Friedrich-Flügge-Straße.

| Personendaten    | Personendaten                                           |
| ---------------- | ------------------------------------------------------- |
| NAME             | Flügge, Friedrich                                       |
| ALTERNATIVNAMEN  | Flügge, Friedrich Ferdinand Gottlieb Georg              |
| KURZBESCHREIBUNG | Großherzoglicher mecklenburgischer Oberpostamtsdirektor |
| GEBURTSDATUM     | 2. Mai 1817                                             |
| GEBURTSORT       | Lübtheen                                                |
| STERBEDATUM      | 4. Dezember 1898                                        |
| STERBEORT        | Rostock                                                 |